# Russia (Ohio)
Russia és una població dels Estats Units a l'estat d'Ohio. Segons el cens del 2000 tenia 551 habitants.

## Demografia
Segons el cens del 2000, Russia tenia 551 habitants, 197 habitatges, i 157 famílies. La densitat de població era de 327,3 habitants per km².
Dels 197 habitatges en un 43,1% hi vivien nens de menys de 18 anys, en un 71,1% hi vivien parelles casades, en un 5,6% dones solteres, i en un 20,3% no eren unitats familiars. En el 19,3% dels habitatges hi vivien persones soles l'11,7% de les quals corresponia a persones de 65 anys o més que vivien soles. El nombre mitjà de persones vivint en cada habitatge era de 2,8 i el nombre mitjà de persones que vivien en cada família era de 3,22.
Per edats la població es repartia de la següent manera: un 32,1% tenia menys de 18 anys, un 8,9% entre 18 i 24, un 27,9% entre 25 i 44, un 16,3% de 45 a 60 i un 14,7% 65 anys o més.
L'edat mediana era de 30 anys. Per cada 100 dones de 18 o més anys hi havia 100 homes.
La renda mediana per habitatge era de 51.250 $ i la renda mediana per família de 62.143 $. Els homes tenien una renda mediana de 40.208 $ mentre que les dones 23.125 $. La renda per capita de la població era de 23.577 $. Cap de les famílies estaven per davall del llindar de pobresa.

## Poblacions més properes
El següent diagrama mostra les poblacions més properes.